# Сине-зелёный цвет
Циан (#00FFFF)
Циан (англ. cyan от греч. κυανoῦς), сине-зелёный, ядовито-синий, циановый, «цвет морской волны» — цветовой диапазон между зелёным и синим. Циановым также называют один из четырёх цветов системы CMYK. Циановый цвет весьма близок к голубому, и его иногда называют голубым или бирюзовым.
Дополнительный красного цвета на современном цветовом круге.

## В природе
Бирюза часто имеет сине-зелёный цвет.
Аквамарин — это сине-зелёная либо голубая разновидность берилла.
Аквамариновую (морской волны), голубовато-зелёную окраску эвклазу придают различные примеси.
Яйца певчего дрозда, обыкновенной горихвостки и некоторых других птиц имеют яркую сине-зелёную окраску.
Вода во многих водоёмах из-за наличия водорослей имеет сине-зелёный цвет.
Цианобактерии (они же сине-зелёные водоросли) сейчас считаются подцарством или даже отдельным царством живого мира, наряду с животными и растениями.

## Военное дело
Римский военный историк Флавий Вегеций Ренат (V век) сообщает, что разведывательные корабли сопровождения имели паруса цвета морской волны. Одежда военных моряков также окрашивалась в этот цвет, «чтобы не только ночью, но и днём они, занятые выслеживанием противника, могли бы оставаться незамеченными». Несмотря на то, что морская вода постоянно меняет свой цвет, предметы, окрашенные в сине-зелёный, становятся видимыми только с достаточно небольшого расстояния, когда противник уже не имеет времени для подготовки к отражению нападения. На эту особенность сине-зелёного цвета указывал также Галилео Галилей в 1609 году, обращаясь к венецианскому дожу.
В регулярной армии Российской империи цвет морской волны был одним из основных цветов мундирного сукна.

## Дизайн интерьера
Цвет морской волны в дизайне интерьера считается прохладным, наводящим на мысли о море, имеющим слегка угнетающее воздействие, вызывающим расслабленность, сонливость. Может использоваться для оформления мест отдыха, не рекомендуется для рабочих помещений.

## Варианты цвета
- Бирюзовый цвет (turquoise)
- Цвет морской волны (teal)

## Галерея
- В цветовой модели RGB цвет получается при смешивании зеленого и синего
- В цветовом круге цвет находится между зелёным и синим
- В цветовой модели CMYK, используемой при печати документов, для получения чёрного смешиваются циан, маджента и жёлтый; на практике, к этим цветам добавляют ещё немного чёрной краски
- Чернила для принтера: в центре — цианового цвета
- Красный и циан — контрастные цвета: при их смешивании получается чёрный, серый или белый цвет в зависимости от правила смешивания цветов
- Циан — цвет воды: вода поглощает красный цвет, а отражает и рассеивает сине-зелёный
- Купол цианового цвета, который широко используется в архитектуре Турции и Центральной Азии
- Уран; его циановый цвет обусловлен наличием метана в атмосфере